# 清华大学人文学院

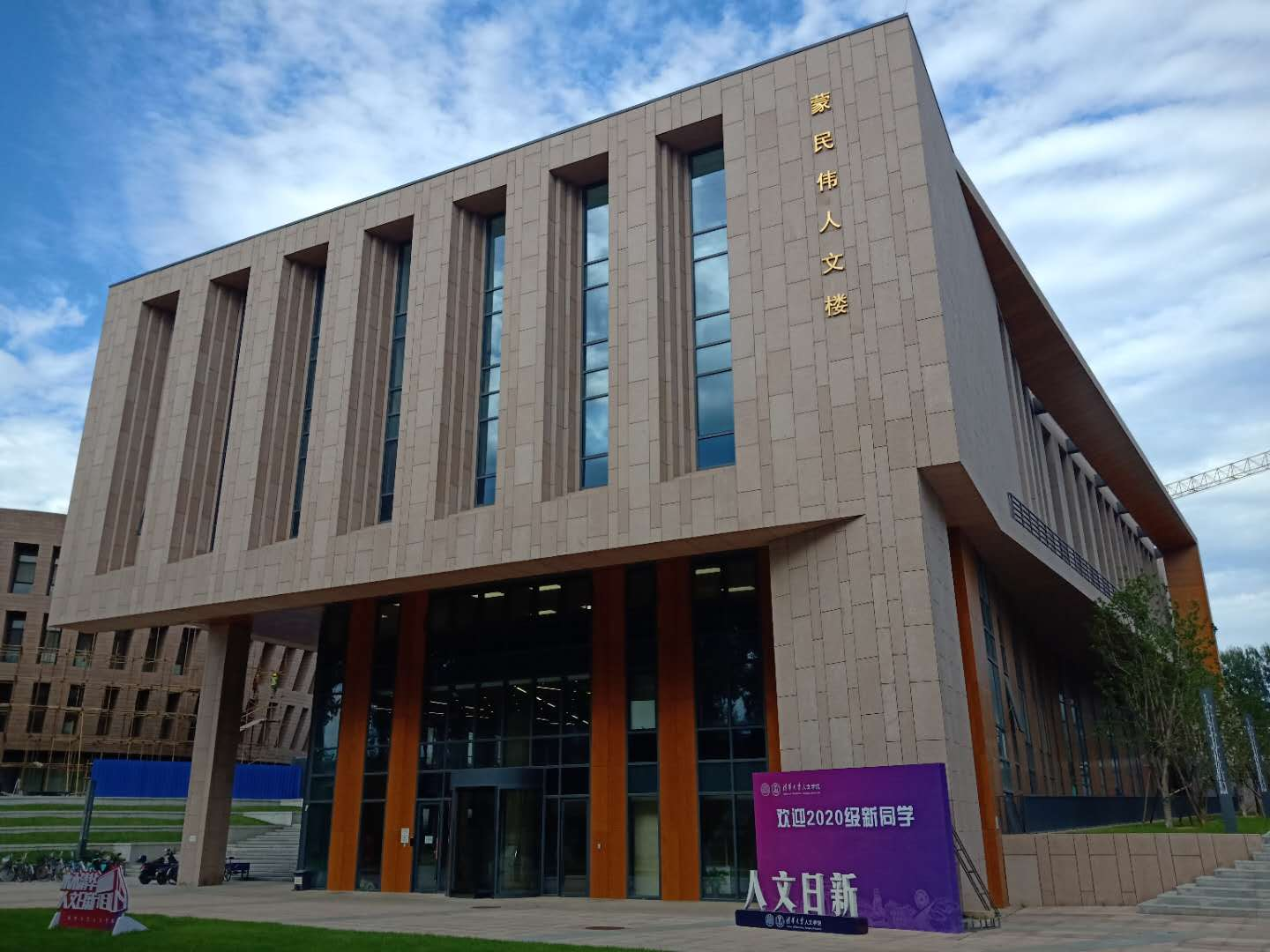
人文學院院館—蒙民偉人文樓

清华大学人文学院，2012年10月20日建立，前身是1925年建立的国学研究院，曾有王国维、梁启超、陈寅恪、赵元任等知名教授，培养过曹禺、钱锺书、季羡林、查良铮、英若诚等知名作家。

## 沿革
1911年，美国退还“庚子赔款”，在清华大学建立了“清华留美预备学校”。
1923年，清华大学大学部正式建立。
1925年，清华大学国学研究院正式建立，王国维、梁启超、陈寅恪、赵元任、李济、吴宓等担任导师、教授。1928年，国学研究院关闭。
1928年，清华大学组建文学院。
1952年，清华大学文学院、法学院被政府中止，只留下理工科：调离或搬迁到其他学校。
1978年，邓小平恢复高考制度之后，清华大学慢慢恢复了外语系、社会科学系、中国语言文学系、思想文化研究所、教育研究所、科学技术与社会研究室和艺术教育中心。
1993年12月，清华大学组建人文社会科学学院。
2012年10月20日，人文社会科学学院分为人文学院和社会科学学院。

## 机构
- 中国语言文学系
- 外国语言文学系
- 历史系/思想文化研究所
- 哲学系
- 科学史系
- 对外汉语教学中心

## 著名校友
- 钱锺书
- 杨绛
- 季羡林
- 赵萝蕤
- 王瑶
- 林庚
- 季镇淮
- 费孝通
- 曹禺
- 何兆武
- 李学勤
- 傅璇琮
- 何炳棣
- 端木蕻良
- 吴达元
- 吴组缃
- 资中筠
- 陈乐民
- 乔冠华
- 张岂之

## 著名教员
| - 闻一多 - 朱自清 - 俞平伯 - 杨树达 - 刘文典 - 王力 - 陈梦家 - 浦江清 - 王瑶 - 吴宓 - 王文显 - 叶公超 - 翟孟生 - 温德 - 瑞恰兹 - 燕卜荪 - 钱锺书 | - 陈寅恪 - 雷海宗 - 刘崇鋐 - 蒋廷黻 - 张荫麟 - 吴晗 - 周一良 - 冯友兰 - 金岳霖 - 贺麟 - 张岱年 - 沈有鼎 - 陈达 - 潘光旦 - 费孝通 |

## 历任领导

### 院长
| 届次 | 院长   | 任期               | 备注 |
| ---- | ------ | ------------------ | ---- |
| 1    | 万俊人 | 2012年10月20日至今 |      |

### 书记
| 届次 | 院长   | 任期       | 备注 |
| ---- | ------ | ---------- | ---- |
| 1    | 罗钢   | 2012年10月 |      |
| 2    | 孙明君 | 2018年至今 |      |